# Wetzer und Welte’s Kirchenlexikon
Das Wetzer und Welte’s Kirchenlexikon (kurz der „Wetzer/Welte“) ist ein unter Mitwirkung vieler römisch-katholischer Gelehrter entstandenes römisch-katholisches Kirchenlexikon aus dem Herder-Verlag.

## Kurzeinführung
Das als Gemeinschaftsarbeit führender katholischer Theologen entstandene Werk enthält Informationen zur katholischen Geschichte und Theologie sowie Biographien. Es war im 19. Jahrhundert und bis ins 20. Jahrhundert hinein ein enzyklopädisches Standardwerk. Die polnische Encyklopedia kościelna (Kirchliche Enzyklopädie), bestehend aus 33 Bänden, die zwischen 1873 und 1933 veröffentlicht wurden, beispielsweise basiert auf diesem Werk.

## Auflagen

### 1. Auflage 1847–1860
Die 1. Auflage des Wetzer- und Welte’s Kirchenlexikon wurde in den Jahren 1847 bis 1860 von den Herausgebern Heinrich Joseph Wetzer und Benedikt Welte zusammengestellt. Sie hatte den Titel „Kirchen-Lexikon oder Encyklopädie der katholischen Theologie und ihrer Hülfswissenschaften“ und die Erstellung wurde von Benjamin Herder (1818–1888), dem Sohn des Begründers des Herder-Verlags, angestoßen.

### 2. Auflage 1882–1903
Die 2. Auflage ist eine Neubearbeitung der 1. Auflage. Sie besteht aus 12 Bänden und einem Registerband und erschien in zwei Auflagen im Herder Verlag Freiburg im Breisgau. Sie hatte den Titel: „Wetzer und Welte’s Kirchenlexikon – Oder Encyklopädie der katholischen Theologie und ihrer Hülfswissenschaften“ und wurde in den Jahren 1882 bis 1903 von Joseph Hergenröther begonnen und nach dessen Berufung ins Kardinalskollegium von Franz Kaulen (Professor für Theologie in Bonn) fortgesetzt. Die 2. Auflage wurde von Hermann Herder sen. (1864–1937) verlegt. Sie wurde mit Approbation des Hochw. Herrn Erzbischofs von Freiburg veröffentlicht. Es bekam den Apostolischen Segen von Papst Leo XIII. am 22. Mai 1901.
Bände (teils lückenhaft digitalisiert):
| | |
| Bd. 1: Aachen bis Basemath 1882. Bd. 2: Basilianer bis Censuren 1883. Bd. 3: Census bis Duguet 1884. Bd. 4: Duisburger Universität bis Fußwaschung 1886. Bd. 5: Gaal bis Himmel 1888. Bd. 6: Himmelfahrt Christi bis Juveneus 1889. Bd. 7: Kaaba bis Litanei 1891. | Bd. 8: Literae apostolicae bis Mythologie 1893. Bd. 9: Naama bis Pignatelli 1895. Bd. 10: Pilatus bis Scrutinium 1897. Bd. 11: Sculptur bis Trient 1899. Bd. 12: Trier bis Zwingli 1901. Bd. 13: Namen- und Sachregister zu allen 12 Bänden, von Hermann Joseph Kamp. Mit einer Einleitung zur Benutzung des Kirchenlexikons von Melchior Abfalter 1903. |